# Khu phố người Hoa, Singapore
Phố người Hoa tại Singapore hay còn gọi là Ngưu Xa Thủy (Dịch nghĩa: Nước xe bò) (tiếng Trung: 牛车水新加坡 (Níu chē shuî xīnjiāpō); Bạch thoại tự: Gû-chia-chúi-Sīn-ka-pho, tiếng Mã Lai: Kreta Ayer Singapura, tiếng Tamil: சைனா டவுன் சிங்கப்பூர் (Caiṉāṭavuṉ ciṅkappūr)) là một tiểu vùng và vùng dân tộc nằm trong quận Outram trong Khu vực trung tâm của Singapore. Với các yếu tố văn hóa đặc sắc của Trung Quốc, khu phố Tàu đã tập trung lịch sử dân tộc Hoa.
Khu phố Tàu ít hơn đáng kể so với trước đây. Tuy nhiên, khu vực vẫn giữ được ý nghĩa lịch sử và văn hóa quan trọng. Phần lớn của nó đã được tuyên bố là di sản được chỉ định chính thức cho bảo tồn bởi Cơ quan tái phát triển đô thị.

## Từ nguyên

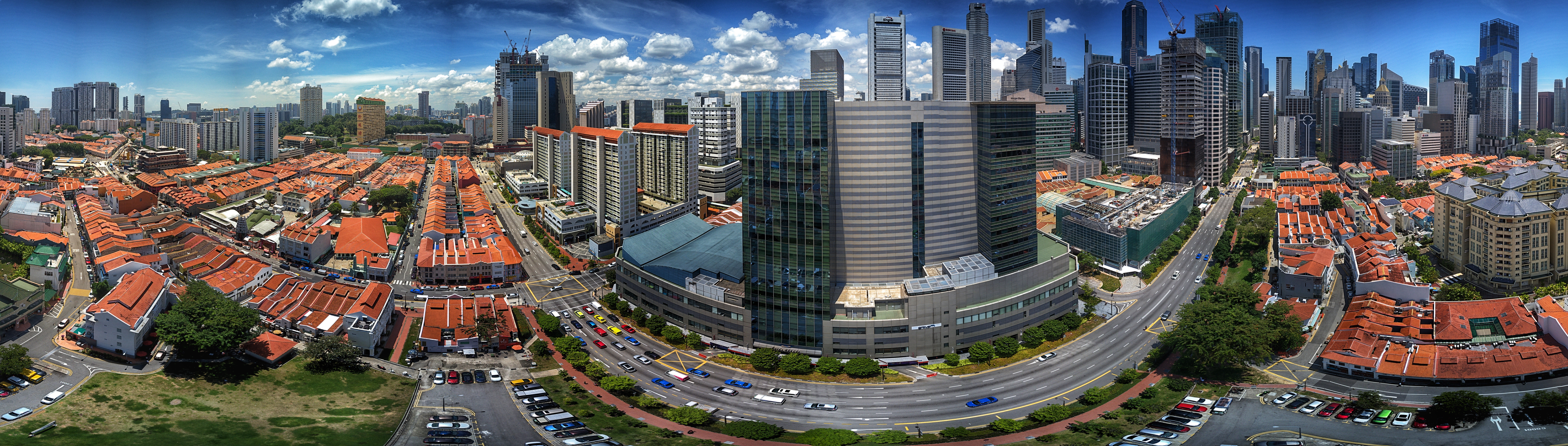
Phối cảnh trên không của khu phố Tàu. Lấy từ Phố Club. Tháng 10 năm 2018.

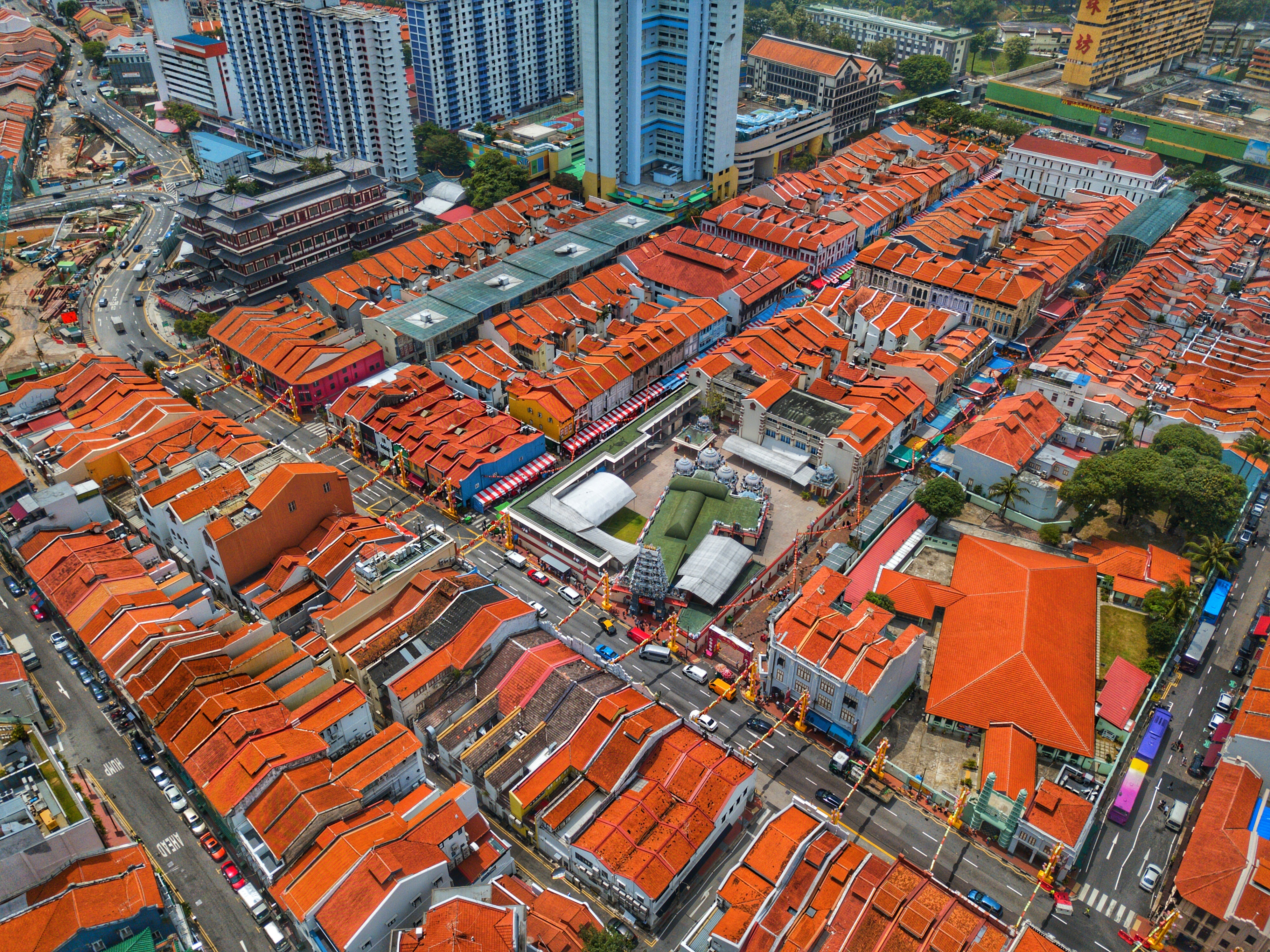
Phối cảnh trên không của khu phố Tàu của Singapore.

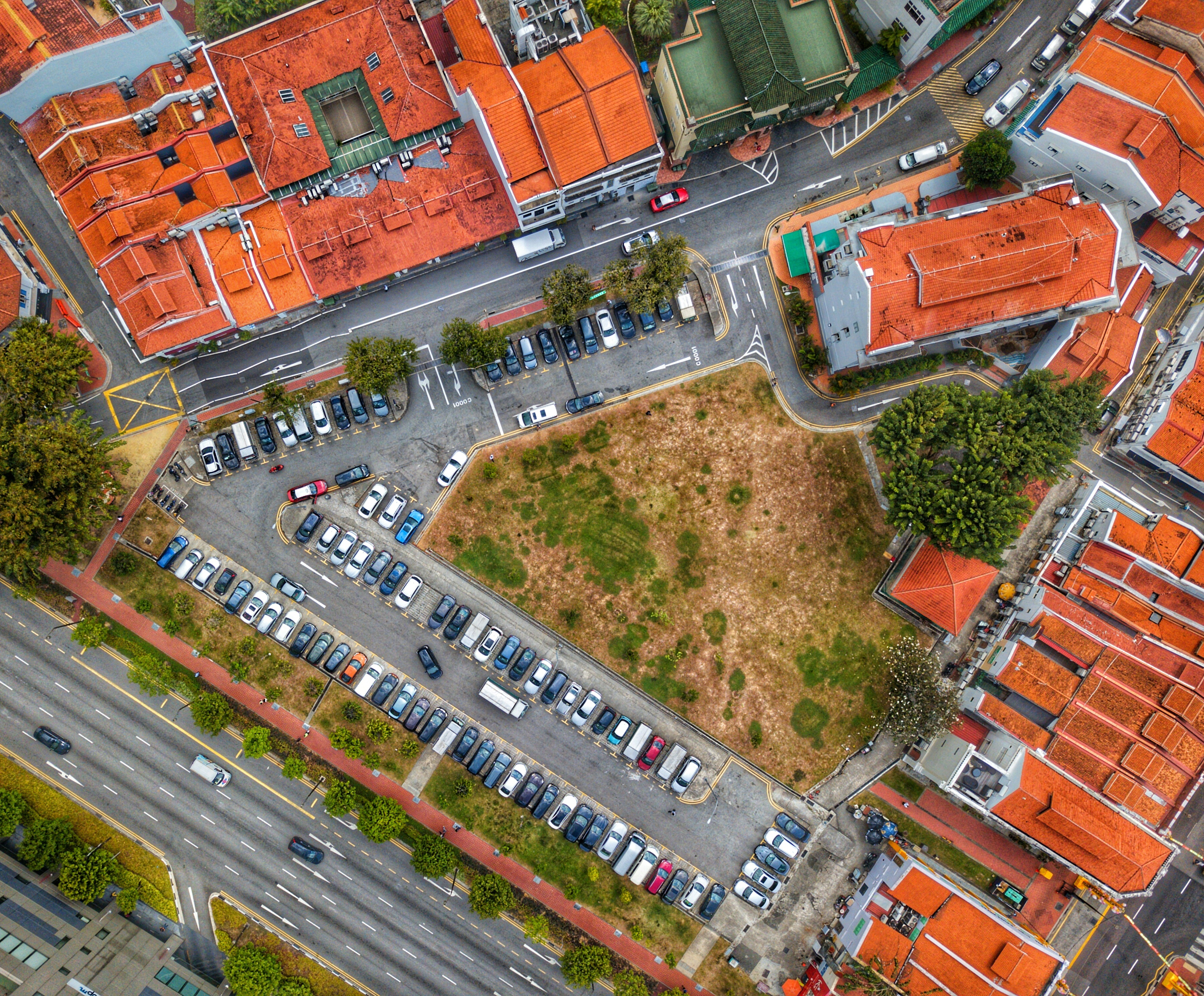
Nhìn từ trên xuống của một bãi đậu xe gần Club Street

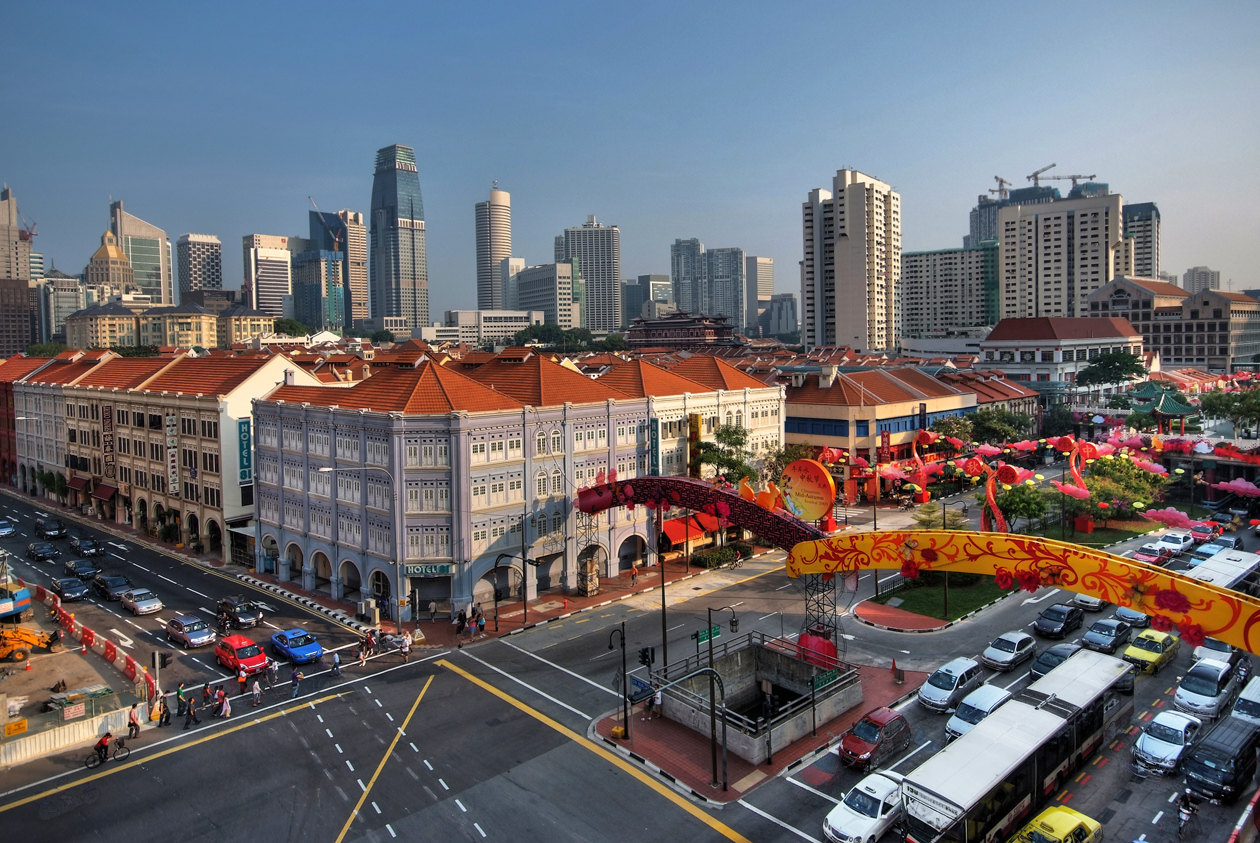

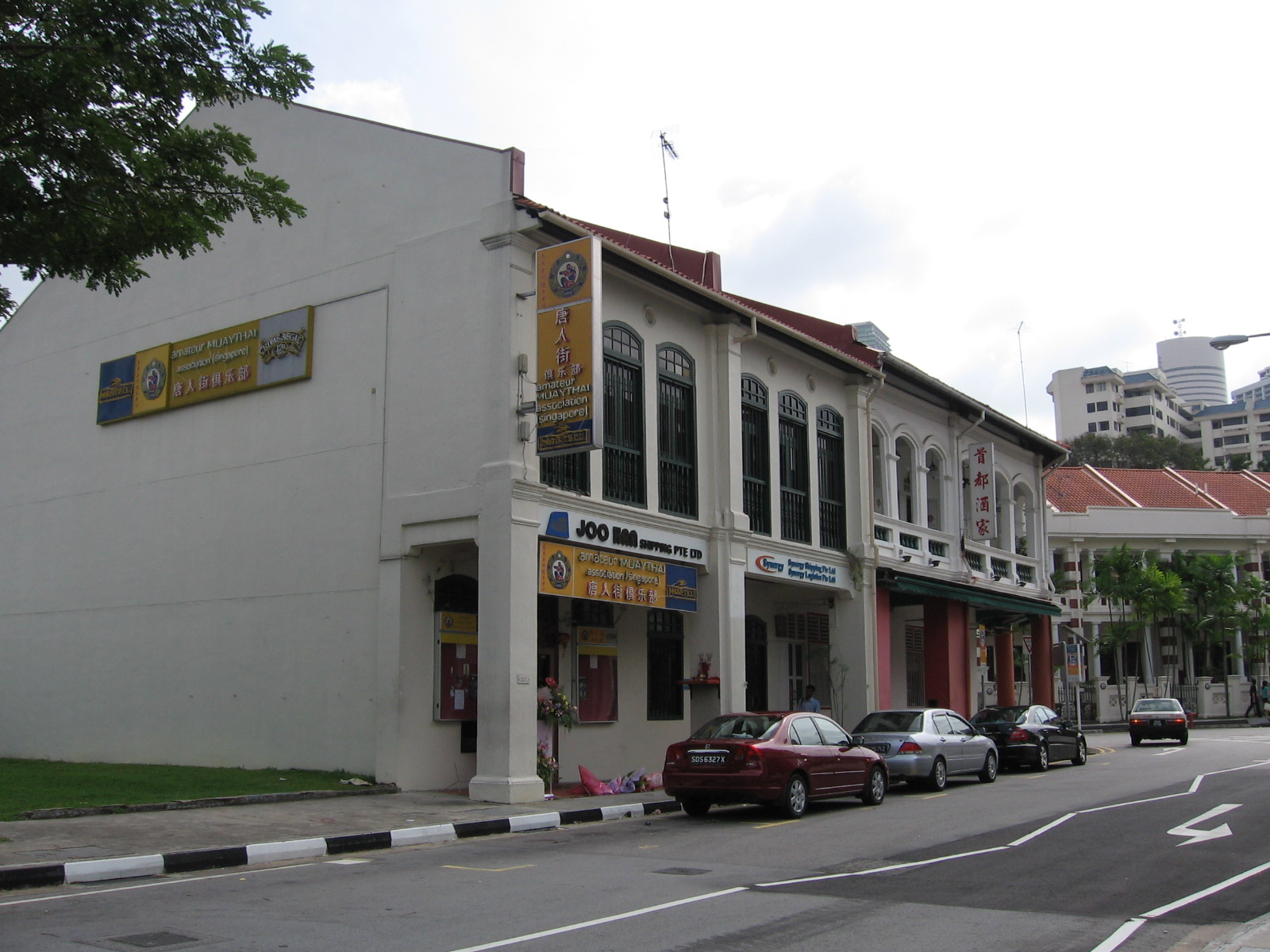
Bukit Pasoh Road nằm trên một ngọn đồi vào những năm 1830 đánh dấu ranh giới phía tây của thị trấn thuộc địa.

## Thư viện

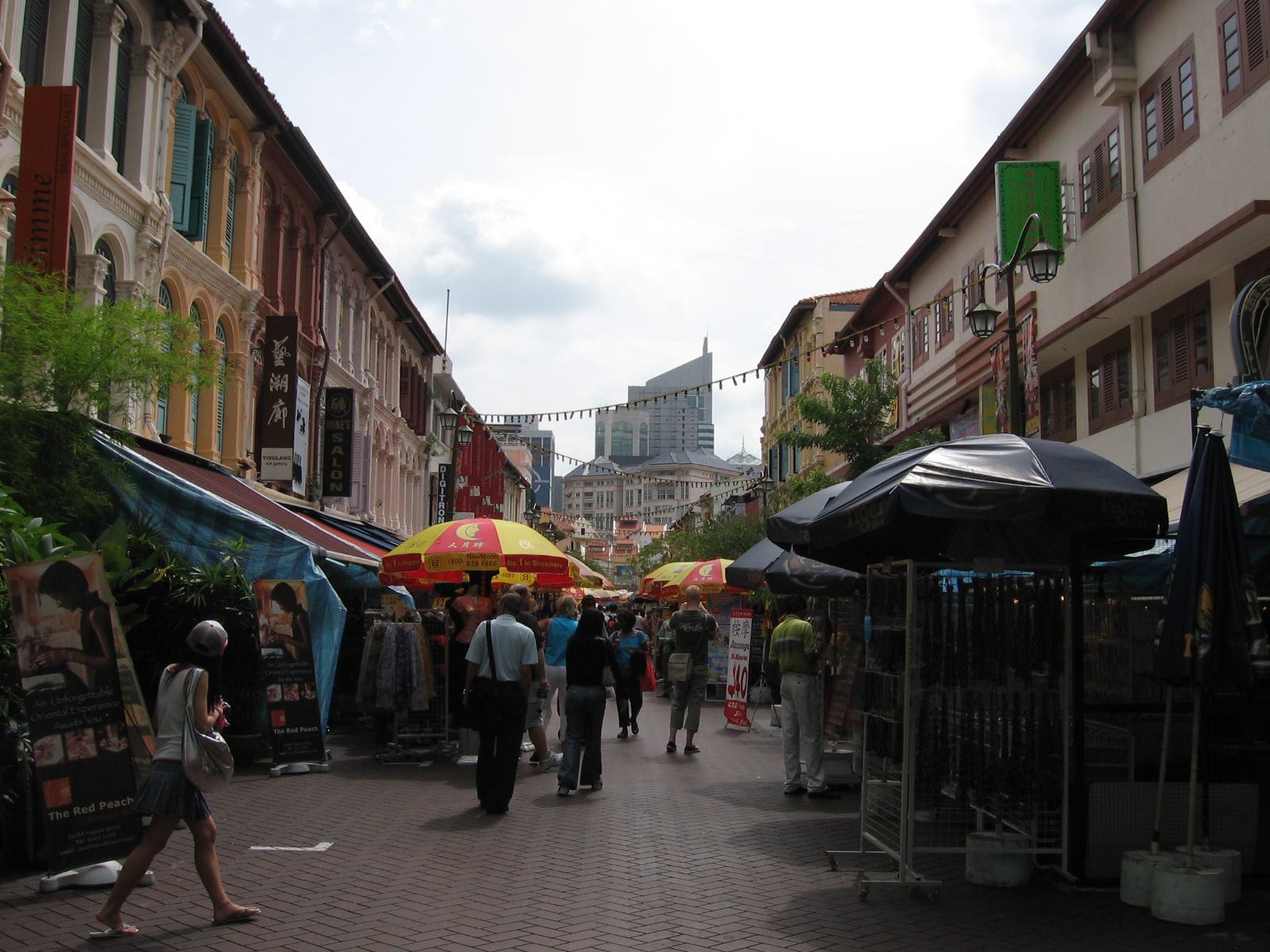
Pagoda Street (phố Chùa) được đặt theo tên của ngôi đền Hindu, đền Sri Mariamman, nằm ở cuối đường South Bridge Road.
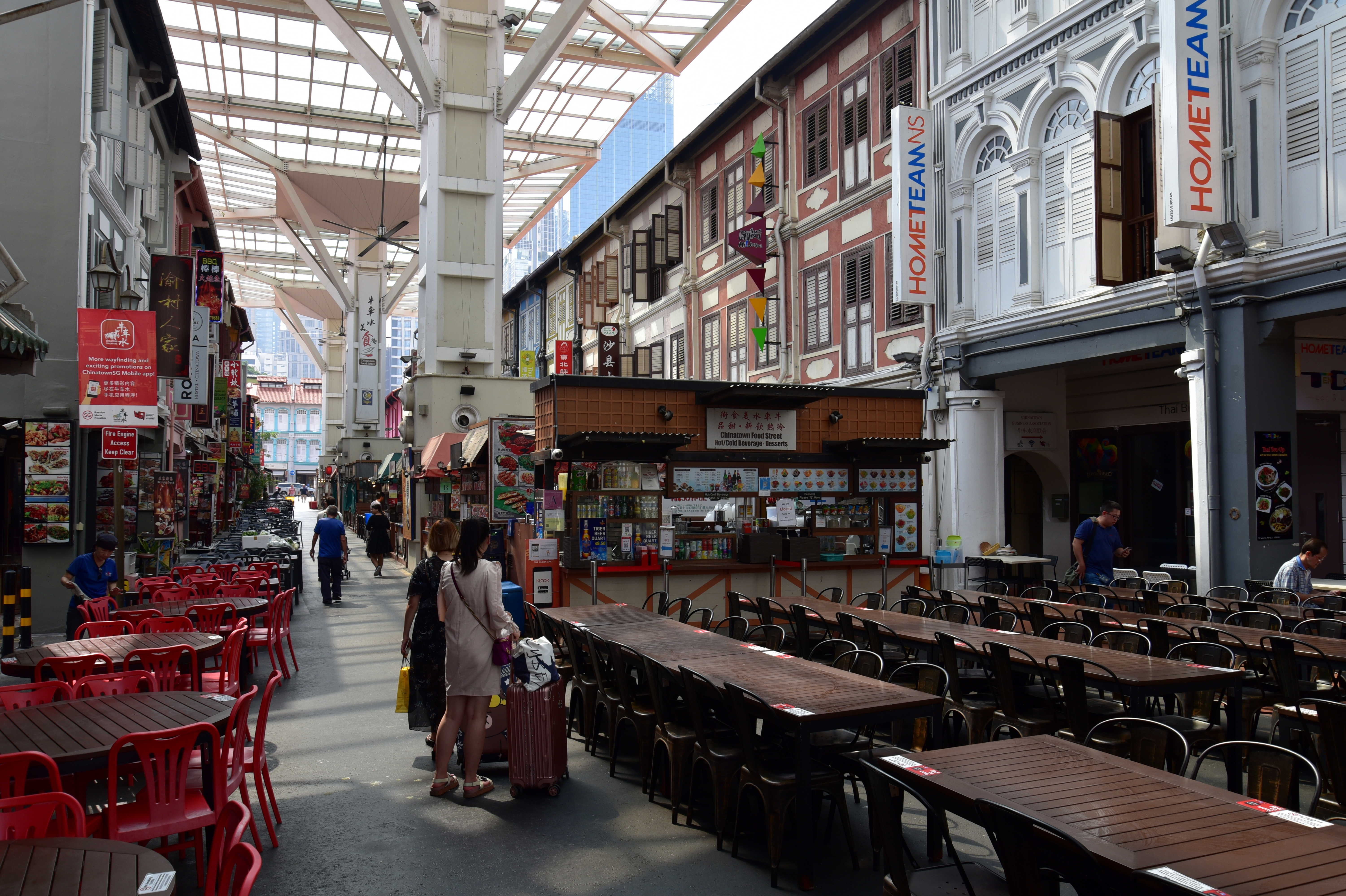
Khu phố ẩm thực ở đường Smith
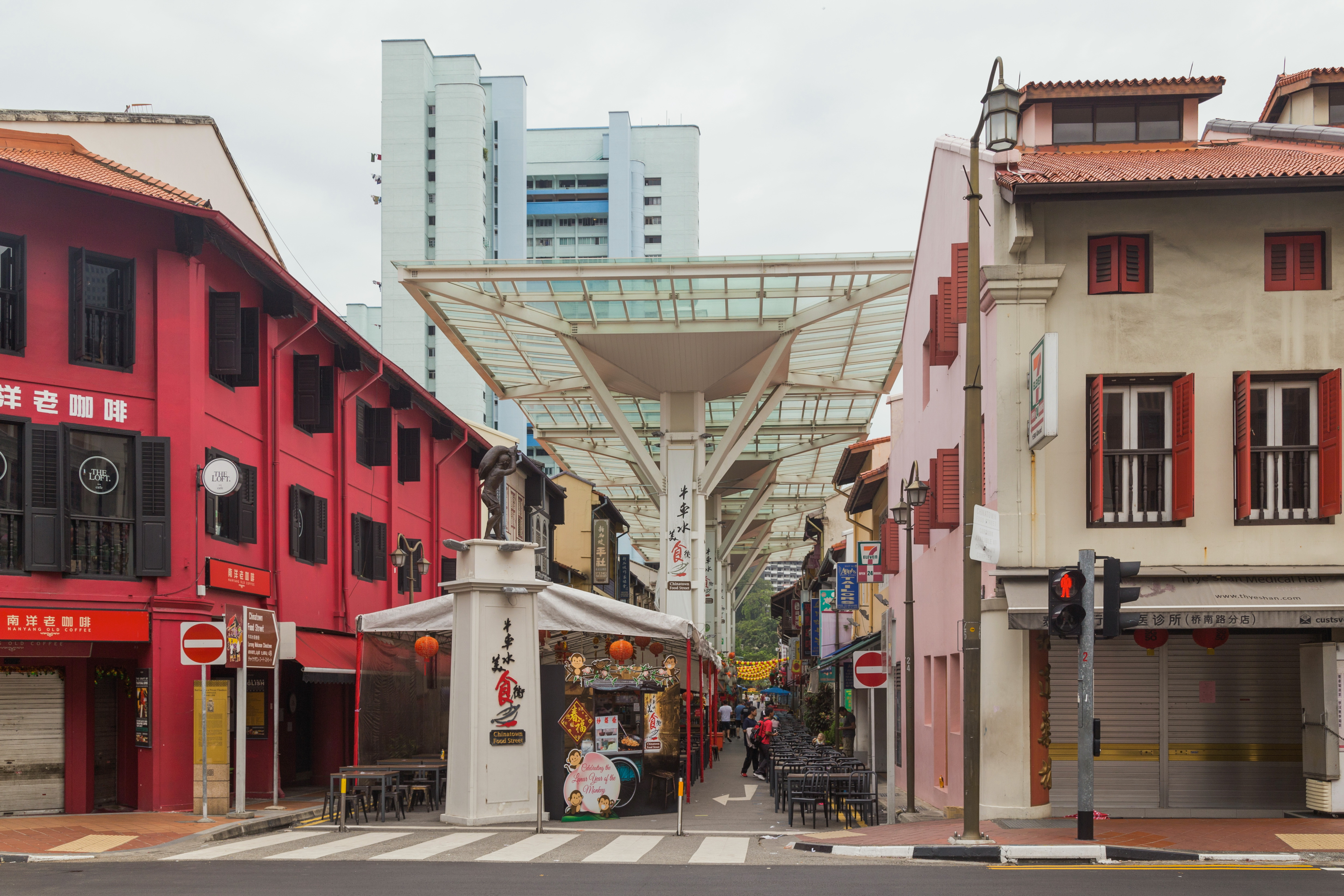
Lối vào Smith Street nay có khu phố thức ăn đường phố
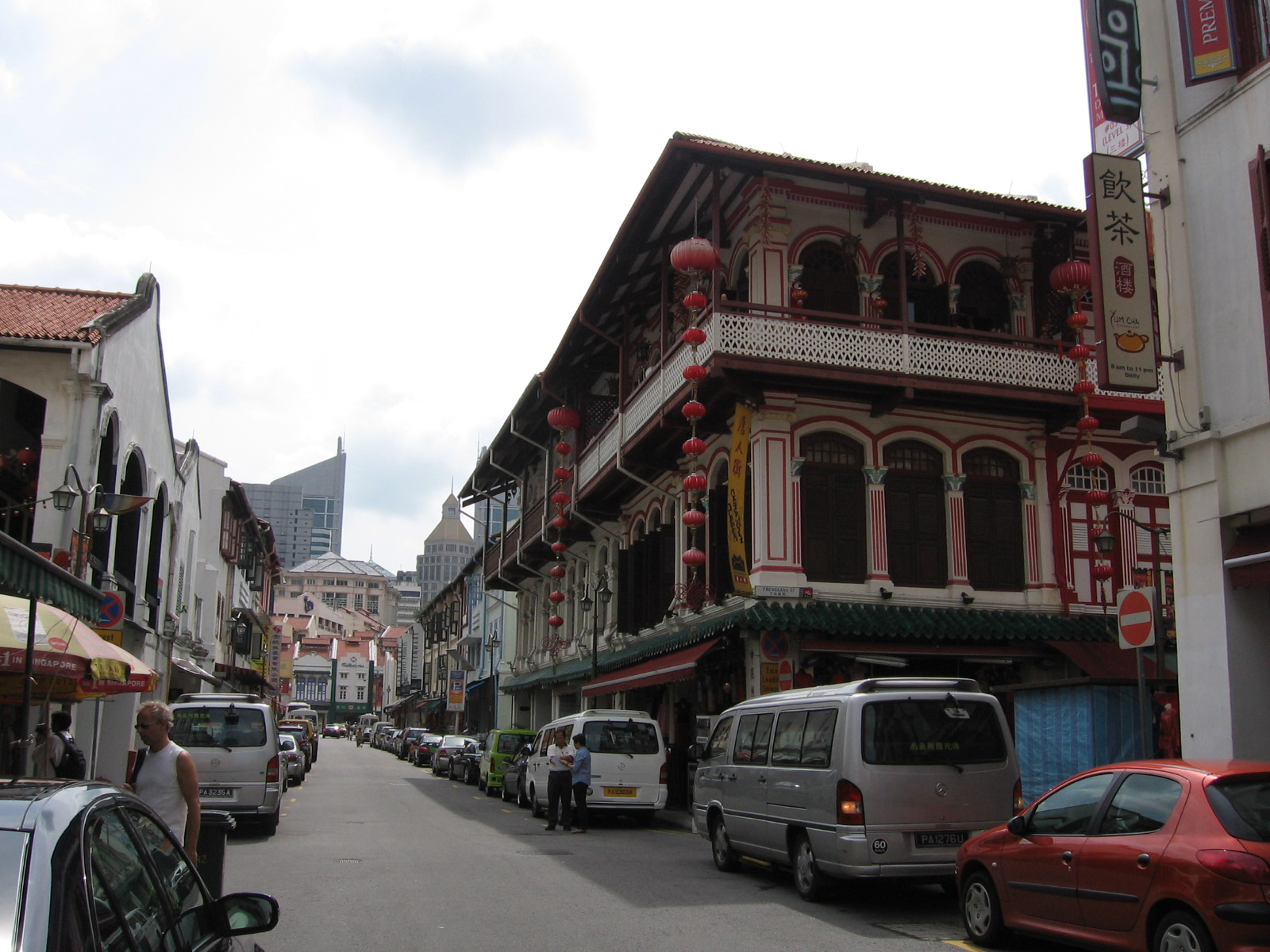
Temple Street refers to the Sri Mariamman Temple, which is located at the South Bridge Road end of the street.
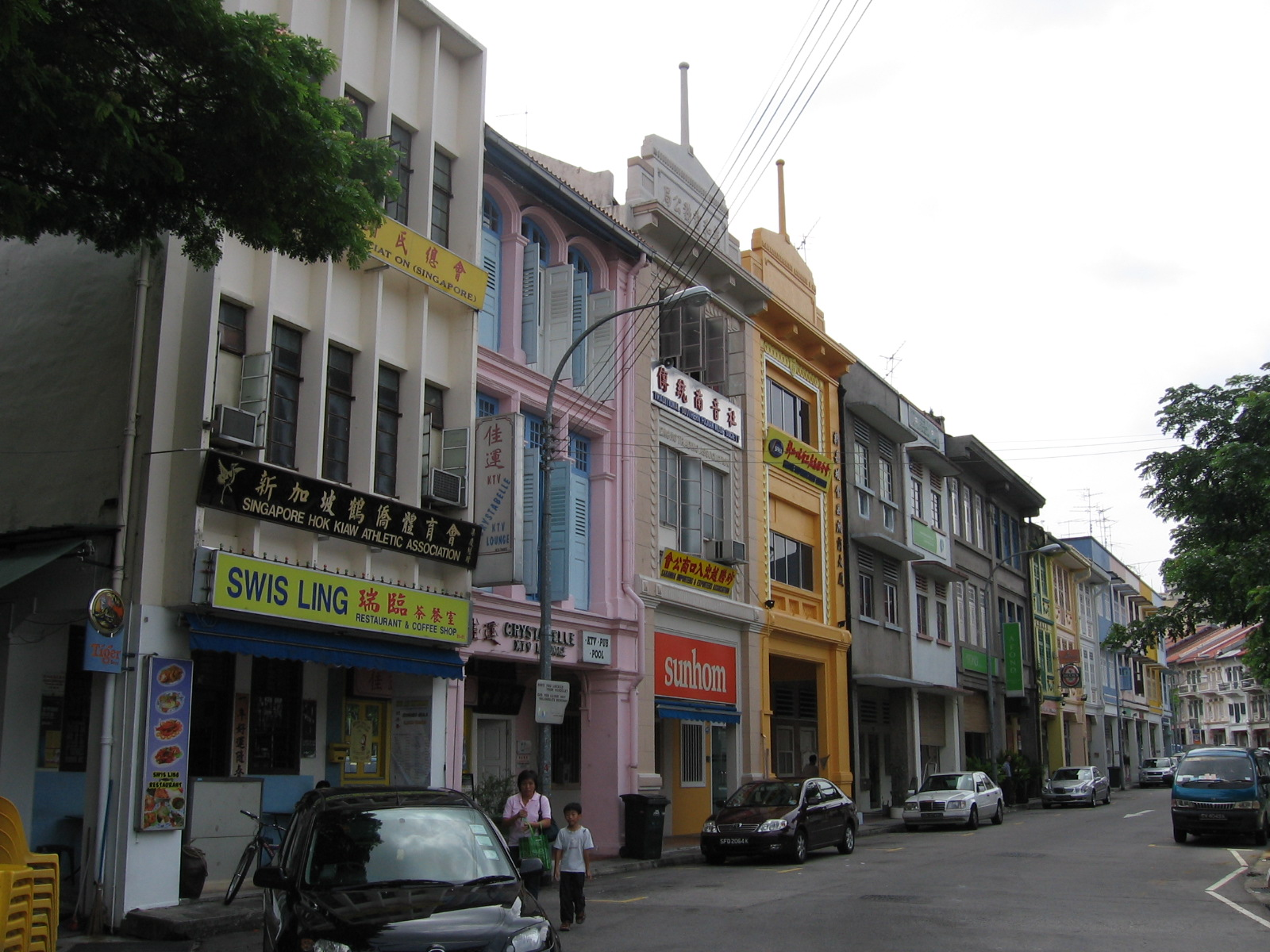
Three-storey shophouses along Teo Hong Road.
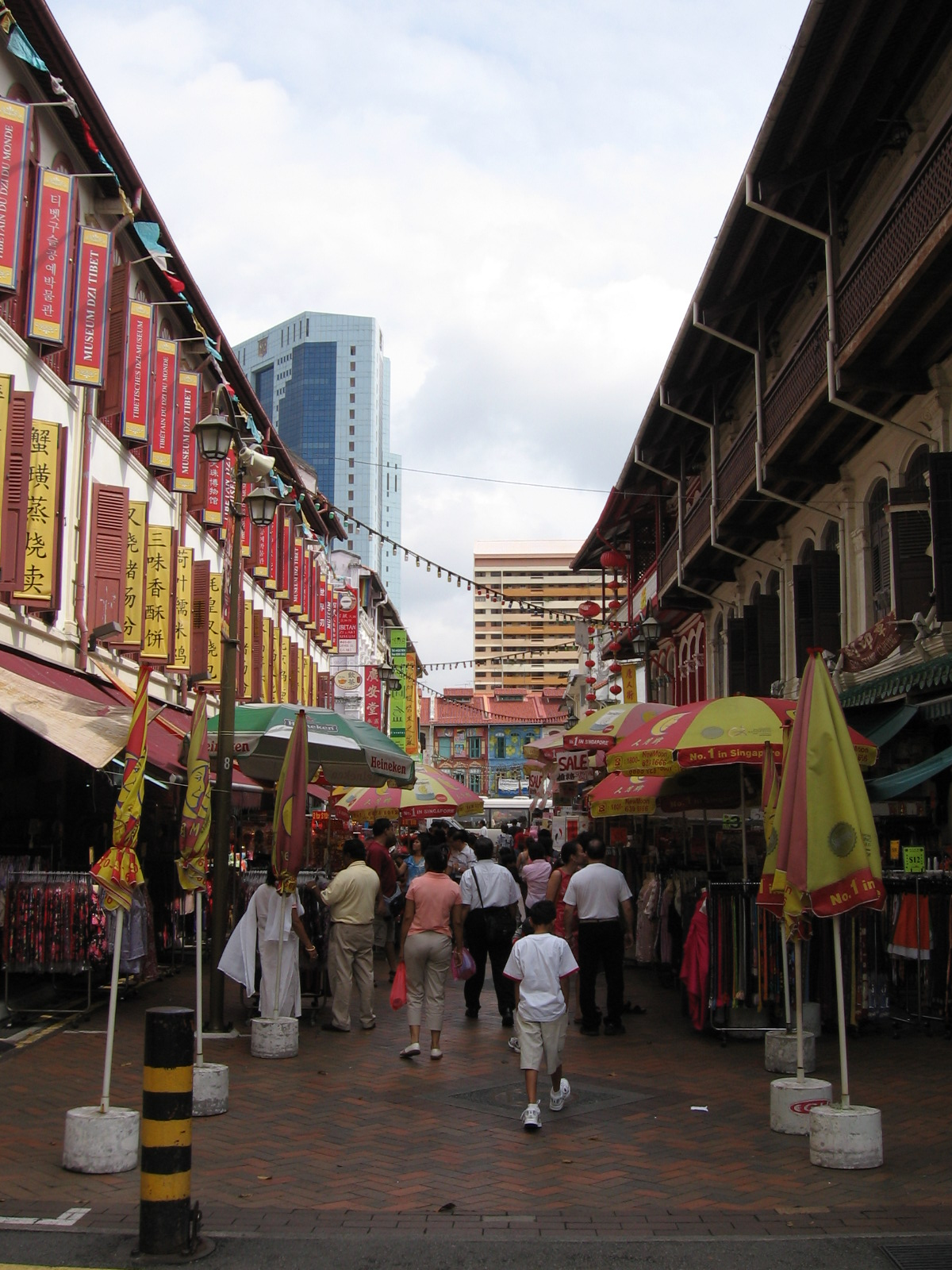
Trengganu Street has been converted to a pedestrian mall with shops lining both sides of the street, which transforms into a night market after dark.
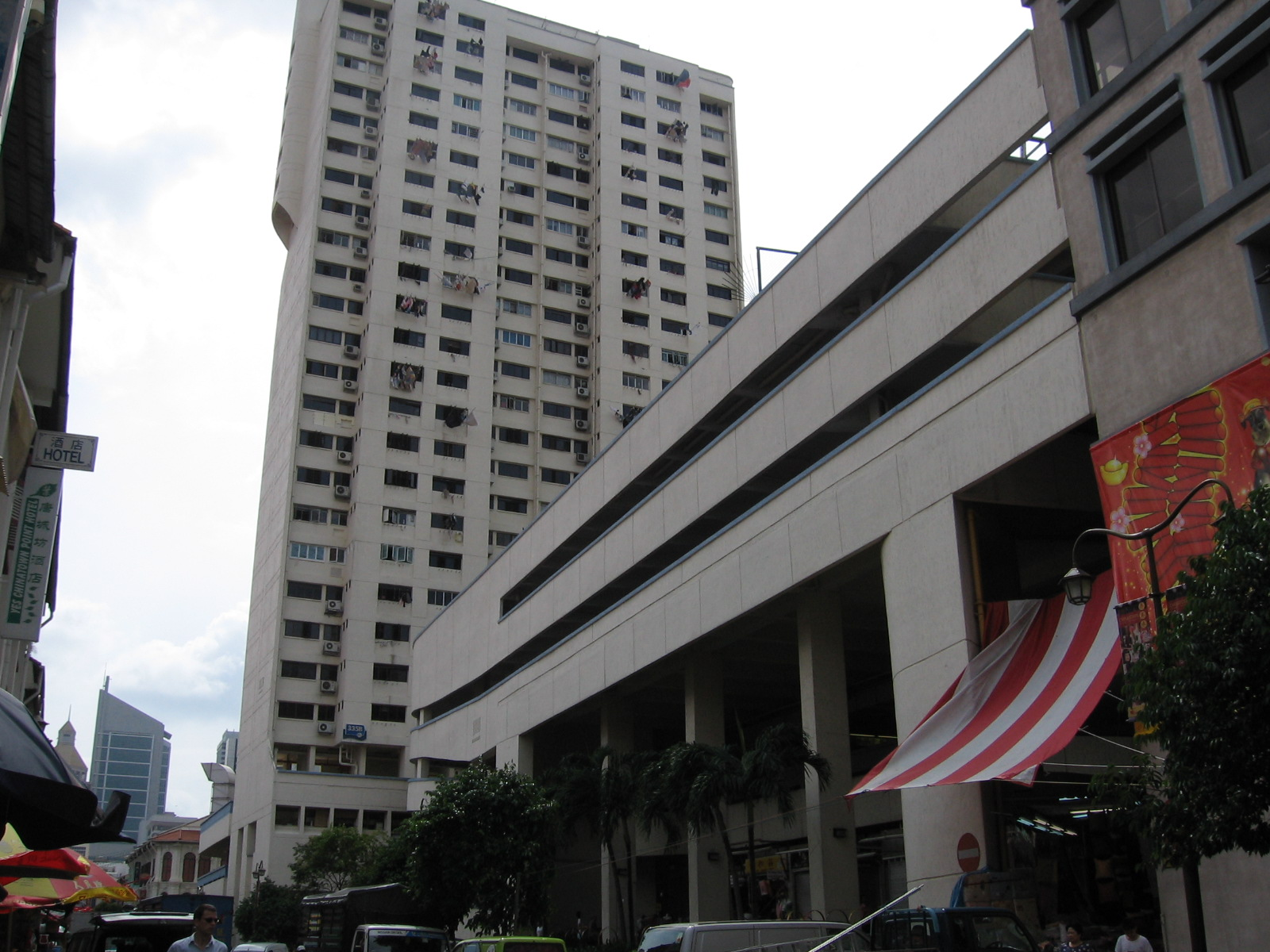
Chinatown Complex at Smith Street houses a food centre, a wet market and shops selling sundry goods.
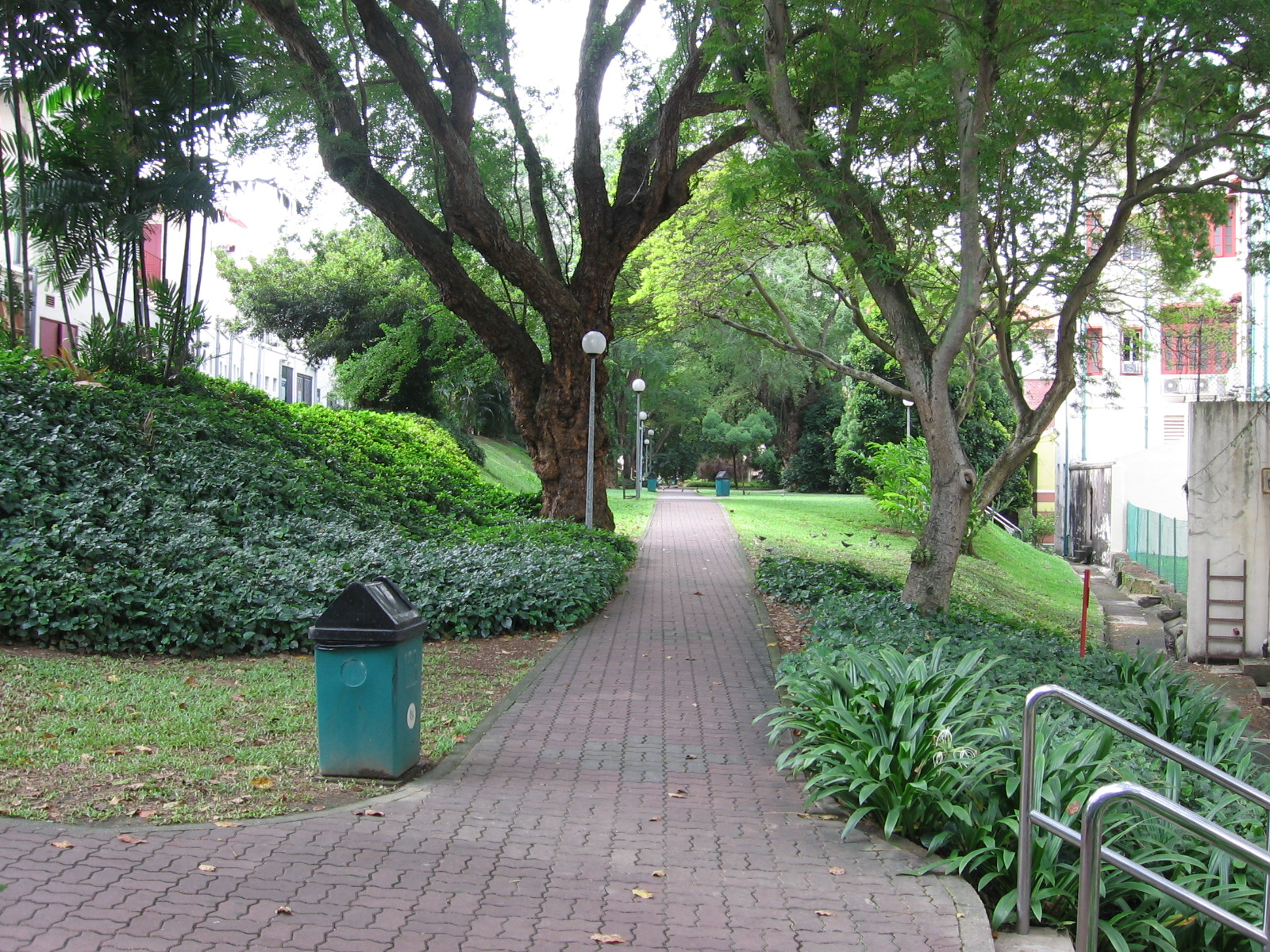
Duxton Plain Park extends from New Bridge Road in Chinatown to the former Yan Kit Swimming Complex in Tanjong Pagar.
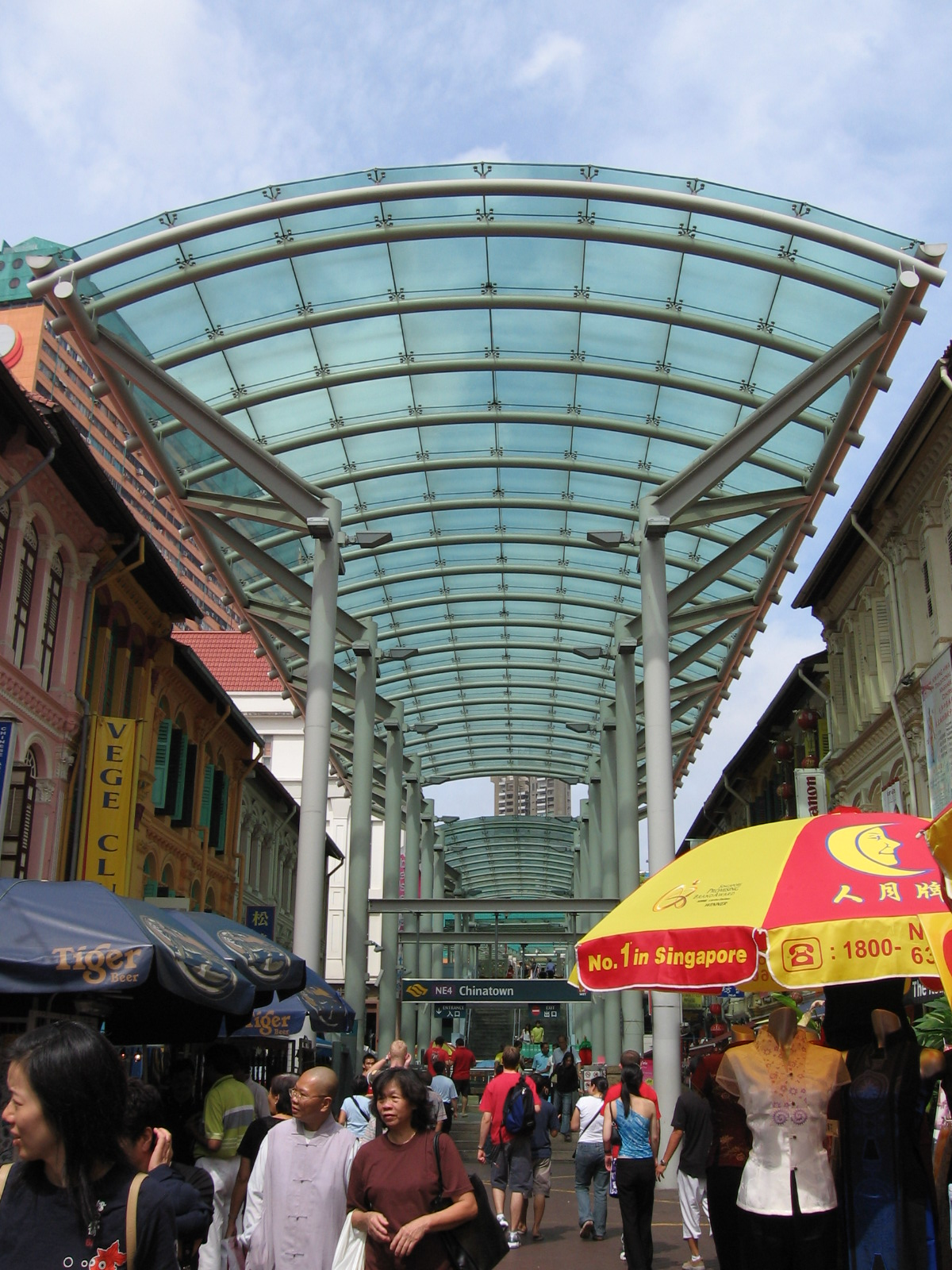
Entrance to Chinatown MRT Station at Pagoda Street.
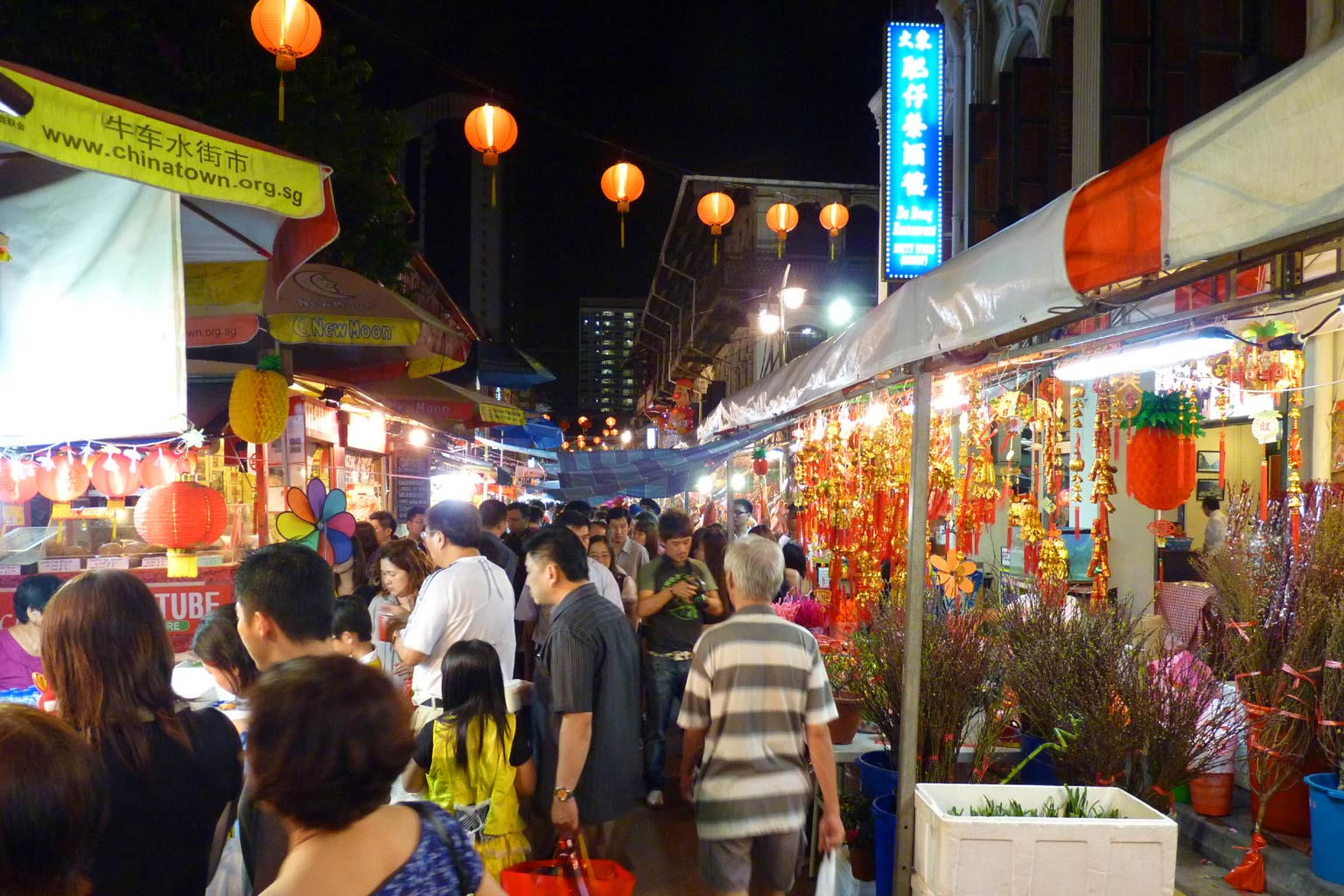
Night market at Singapore Chinatown around Chinese New Year 2011.
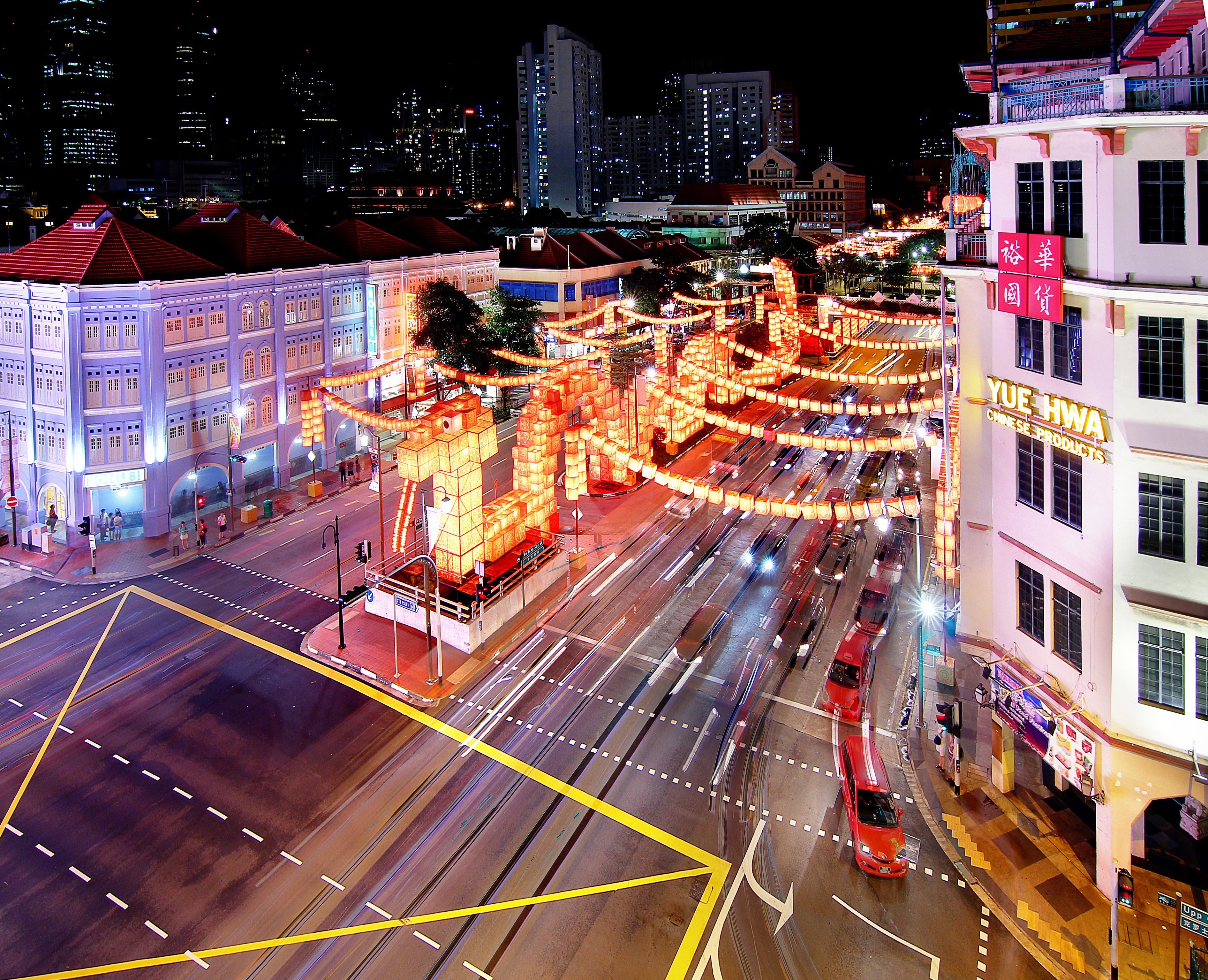
The year of the Snake New Year 2013.
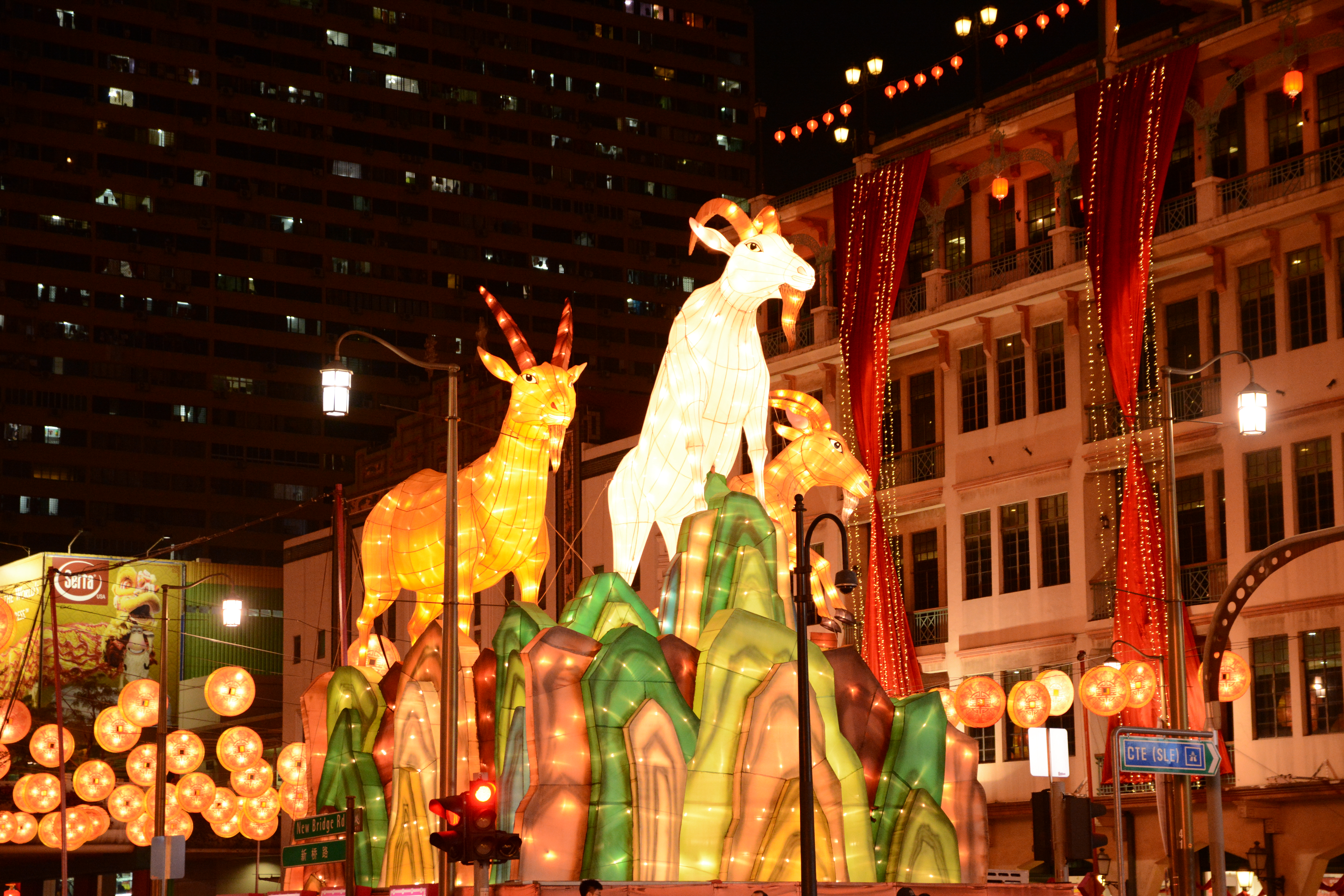
Chinese new year chinatown 2015.